# Puchar Bośni i Hercegowiny w piłce siatkowej mężczyzn (2021/2022)
Puchar Bośni i Hercegowiny w piłce siatkowej mężczyzn 2021/2022 – 29. sezon rozgrywek o siatkarski Puchar Bośni i Hercegowiny (17. sezon z udziałem drużyn z Republiki Serbskiej) zorganizowany przez Związek Piłki Siatkowej Bośni i Hercegowiny (Odbojkaški savez Bosne i Hercegovine, OSBiH). Zainaugurowany został 8 lutego 2022 roku.
W rozgrywkach brały udział cztery kluby: finaliści Pucharu Federacji Bośni i Hercegowiny, tj. HOK Domaljevac i OK Gradina-Tempoplast Srebrenik oraz finaliści Pucharu Republiki Serbskiej, tj. OK Mladost Brčko i OK Borac Banja Luka. Składały się one z półfinałów oraz finału. Półfinały grane były w formie dwumeczów.
Finał odbył się 12 marca 2022 roku w hali sportowej Centrum Szkolnego im. Martina Nedicia (Školski centar fra Martina Nedića) w Orašje. Puchar Bośni i Hercegowiny po raz ósmy zdobył OK Mladost Brčko, który w finale pokonał HOK Domaljevac.

## System rozgrywek
W Pucharze Bośni i Hercegowiny w sezonie 2021/2022 uczestniczą cztery drużyny: finaliści Pucharu Federacji Bośni i Hercegowiny oraz finaliści Pucharu Republiki Serbskiej. Rozgrywki składają się z półfinałów i finału. Nie jest rozgrywany mecz o 3. miejsce.
Pary półfinałowe tworzone są według klucza:
- zdobywca Pucharu Federacji Bośni i Hercegowiny – finalista Pucharu Republiki Serbskiej,
- zdobywca Pucharu Republiki Serbskiej – finalista Pucharu Federacji Bośni i Hercegowiny.

W ramach pary zespoły rozgrywają między sobą dwa spotkania. Gospodarzem pierwszego meczu jest finalista pucharu regionalnego, natomiast drugiego – zdobywca pucharu regionalnego. Awans do finału uzyskuje drużyna, która wygrała większą liczbę meczów. Jeżeli obie drużyny wygrały po jednym spotkaniu, o awansie decyduje liczba wygranych setów, a następnie liczba zdobytych małych punktów.
Zwycięzcy półfinałów rozgrywają jeden mecz finałowy o Puchar Bośni i Hercegowiny.

## Drużyny uczestniczące
| Puchar Federacji Bośni i Hercegowiny | Puchar Federacji Bośni i Hercegowiny |
| ------------------------------------ | ------------------------------------ |
| Zdobywca Pucharu                     | HOK Domaljevac                       |
| Finalista                            | OK Gradina-Tempoplast Srebrenik      |
| Puchar Republiki Serbskiej           |                                      |
| Zdobywca Pucharu                     | OK Mladost Brčko                     |
| Finalista                            | OK Borac Banja Luka                  |

## Drabinka
|  |                                 |                                 |                  |                  |           |   |   |                |                |       |
|  | Półfinały                       | Półfinały                       | Półfinały        | Półfinały        | Półfinały |   |   | Finał          | Finał          | Finał |
|  | Półfinały                       | Półfinały                       | Półfinały        | Półfinały        | Półfinały |   |   | Finał          | Finał          | Finał |
|  |                                 |                                 |                  |                  |           |   |   |                |                |       |
|  |                                 |                                 |                  |                  |           |   |   |                |                |       |
|  | HOK Domaljevac                  | HOK Domaljevac                  | 3                | 3                | 6         |   |   |                |                |       |
|  | HOK Domaljevac                  | HOK Domaljevac                  | 3                | 3                | 6         |   |   |                |                |       |
|  | OK Borac Banja Luka             | OK Borac Banja Luka             | 2                | 2                | 4         |   |   |                |                |       |
|  | OK Borac Banja Luka             | OK Borac Banja Luka             | 2                | 2                | 4         |   |   | HOK Domaljevac | HOK Domaljevac | 1     |
|  |                                 |                                 |                  |                  |           |   |   | HOK Domaljevac | HOK Domaljevac | 1     |
|  |                                 |                                 | OK Mladost Brčko | OK Mladost Brčko | 3         |   |   |                |                |       |
|  | OK Mladost Brčko                | OK Mladost Brčko                | OK Mladost Brčko | OK Mladost Brčko | 3         | 3 | 3 | 6              |                |       |
|  | OK Mladost Brčko                | OK Mladost Brčko                |                  |                  |           |   |   | 6              |                |       |
|  | OK Gradina-Tempoplast Srebrenik | OK Gradina-Tempoplast Srebrenik | 0                | 0                | 0         |   |   |                |                |       |
|  | OK Gradina-Tempoplast Srebrenik | OK Gradina-Tempoplast Srebrenik | 0                | 0                | 0         |   |   |                |                |       |
|  |                                 |                                 |                  |                  |           |   |   |                |                |       |

## Rozgrywki

### Półfinały
|  | HOK Domaljevac | 2 – 0 | OK Borac Banja Luka |  |

| 08.02.2022 18:00 (UTC+1) | OK Borac Banja Luka | 2:3 (23:25, 25:19, 25:19, 23:25, 14:16) | HOK Domaljevac | Sportska dvorana Centar, Banja Luka Sędziowie: Jasmin Husejnović i Predrag Pecikoza |

| 16.02.2022 18:00 (UTC+1) | HOK Domaljevac | 3:2 (23:25, 15:25, 25:19, 25:22, 15:8) | OK Borac Banja Luka | Školski centar fra Martina Nedića, Orašje Sędziowie: Jasmin Husejnović i Edin Begović |

|  | OK Mladost Brčko | 2 – 0 | OK Gradina-Tempoplast Srebrenik |  |

| 09.02.2022 18:00 (UTC+1) | OK Gradina-Tempoplast Srebrenik | 0:3 (19:25, 13:25, 32:34) | OK Mladost Brčko | Sportska dvorana Srebrenik, Srebrenik Sędziowie: Srđan Cvijanović i Šefka Hasanić |

| 16.02.2022 17:00 (UTC+1) | OK Mladost Brčko | 3:0 (25:17, 25:18, 28:26) | OK Gradina-Tempoplast Srebrenik | Gimnazija Vaso Pelagić, Brczko Sędziowie: Adnan Kološ i Dijana Vidović |

### Finał
| 12.03.2022 16:00 (UTC+1) | HOK Domaljevac | 1:3 (14:25, 19:25, 25:19, 20:25) | OK Mladost Brčko | Školski centar fra Martina Nedića, Orašje Sędziowie: Mirza Bašić i Predrag Pecikoza |